# Лужники (стадион)
Больша́я спорти́вная аре́на Олимпи́йского ко́мплекса «Лужники́» (до 1992 года — Большая спортивная арена Центрального стадиона имени Владимира Ленина) — московский стадион, центральная часть спортивного комплекса «Лужники», расположенного неподалёку от Воробьёвых гор. Построен в рекордные сроки — за 450 дней (1 год и 85 дней). Был открыт 31 июля 1956 года товарищеским футбольным матчем между сборными РСФСР и КНР. Летом 1956 года спортивный комплекс принял I Спартакиаду народов СССР, а через год — VI Всемирный фестиваль молодёжи и студентов.
Летом 1980 года арена стадиона стала ареной открытия XXII летних Олимпийских игр. После реконструкции, завершившейся в 2017 году, вмещает 81 тысячу человек и является самым большим стадионом России. «Лужники» — также самый вместительный стадион в Восточной Европе и входит в десятку по вместимости среди футбольных стадионов Европы. Общая площадь — 221 тысяча м². Во время чемпионата мира по футболу 2018 года стадион «Лужники» стал главной футбольной ареной страны.

## История

Вид со смотровой площадки на Ленинских горах на место будущего стадиона. В руках одного из экскурсантов — эскизный проект строительства, 1954 год, фото Анри Картье-Брессона

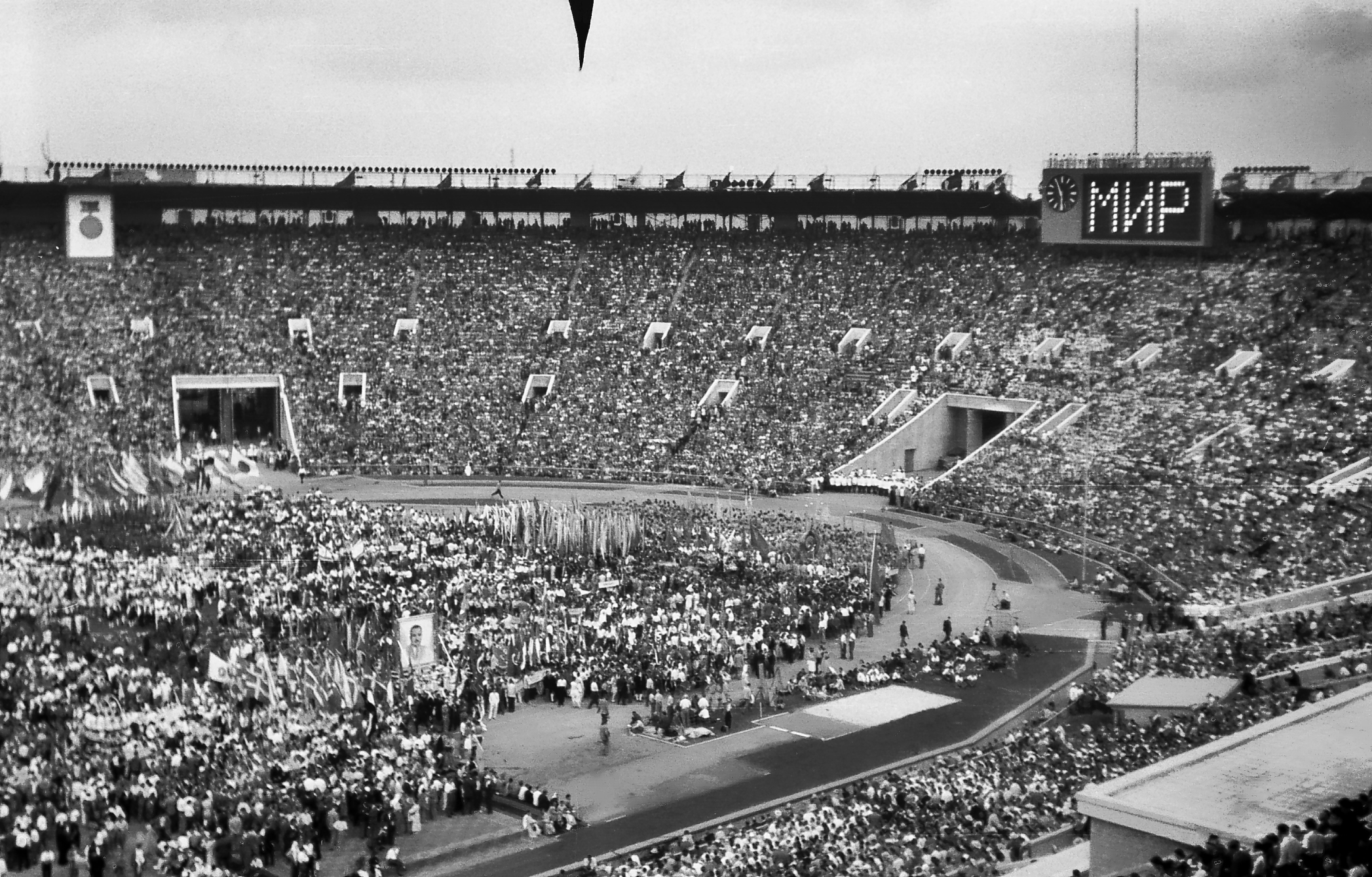
VI Всемирный фестиваль молодёжи и студентов на стадионе имени Ленина, 1957 год

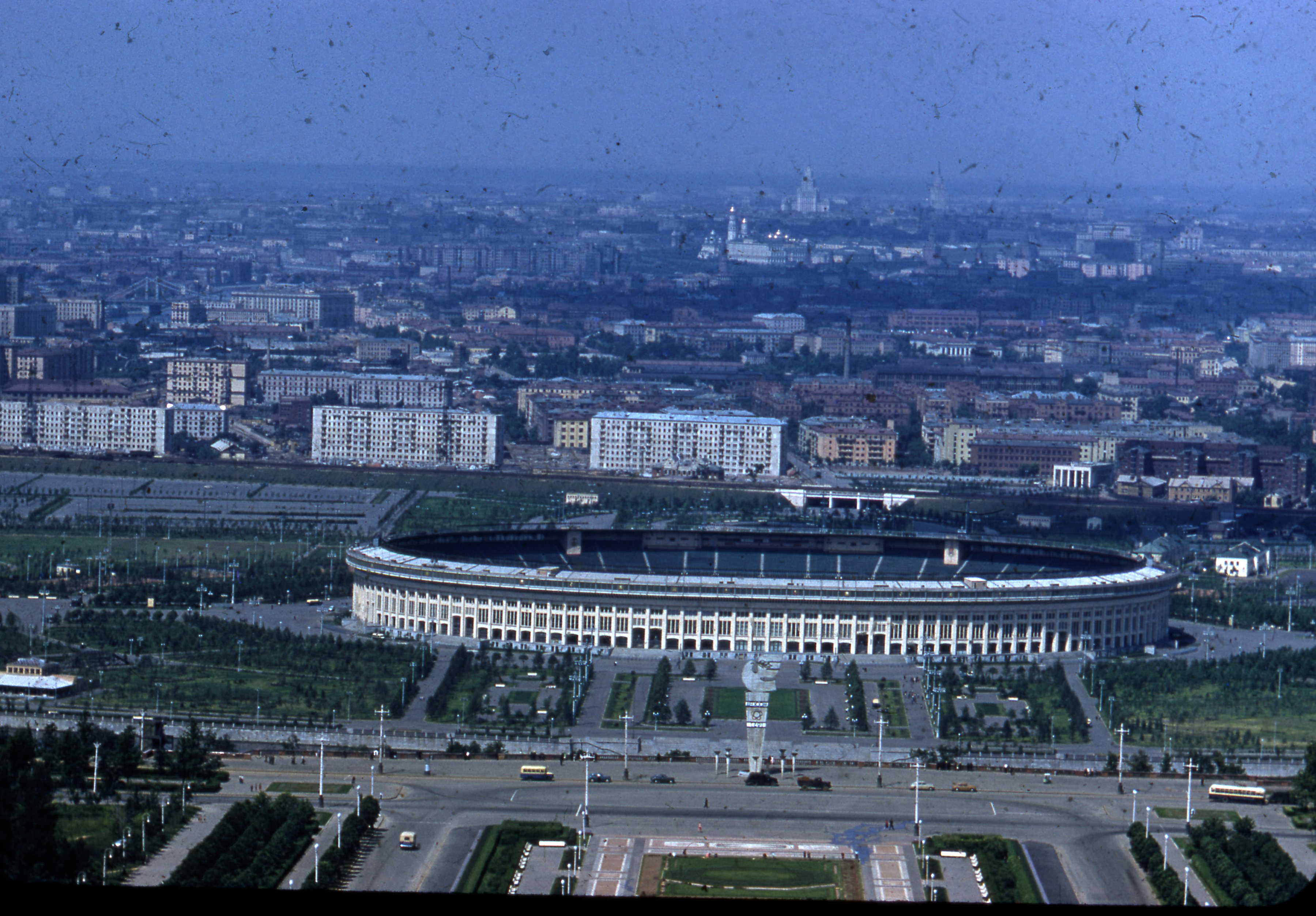
Вид на стадион имени Ленина, 1960 год

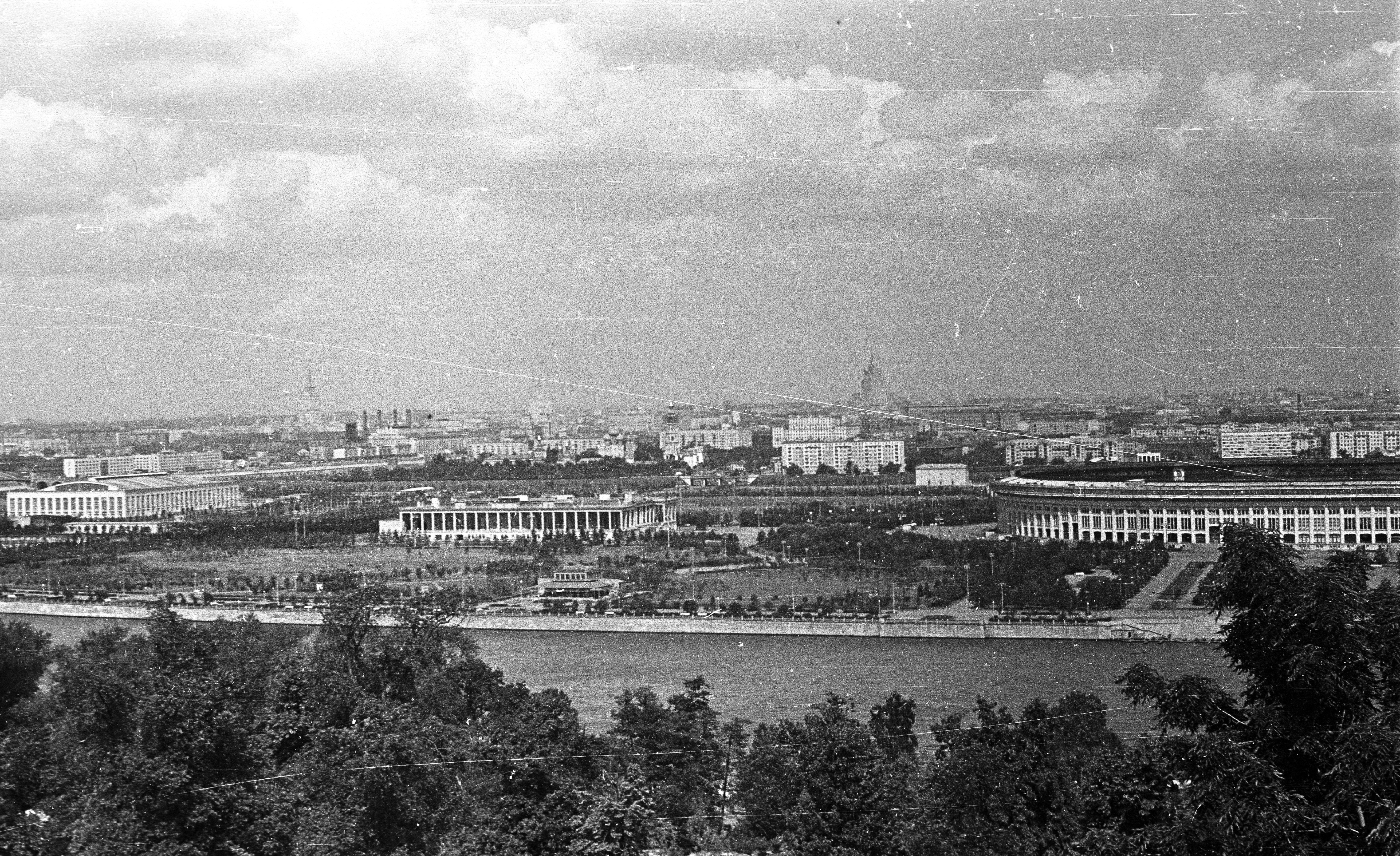
Спортивный комплекс, 1963 год

### Проектирование и строительство
23 декабря 1954 года Совет министров СССР принял постановление о сооружении в Лужниках «большого московского стадиона». Проектирование Большой спортивной арены в составе спорткомплекса «Центральный стадион имени Владимира Ленина» началось в январе 1955 года. Проект был выполнен за 90 дней авторским коллективом под руководством архитекторов Александра Власова, Игоря Рожина, Николая Улласа, Александра Хрякова, а также инженеров Всеволода Насонова, Николая Резникова, Василия Поликарпова. Строительство стартовало в апреле 1955 года. Постройку курировала Первый секретарь Московского городского комитета КПСС Екатерина Фурцева.
На месте будущего спортивного комплекса были снесены все постройки, восемь тысяч человек переселили в новые дома, под снос попала в том числе Тихвинская церковь — памятник архитектуры XVIII века. На строительную площадку привезли более трёх миллионов кубометров грунта и вбили 10 тысяч опорных свай. Спортивный комплекс был возведён в рекордные сроки — за 450 дней — и занимал общую площадь 160 га. Он был открыт 31 июля 1956 года и стал первым в СССР масштабным проектом общественного комплекса, выполненного по принципам рационализма и провозглашённой Никитой Хрущёвым кампании по борьбе с архитектурными излишествами. На тот момент вместимость нового стадиона составляла около 101 тысячи мест — для зрителей были установлены деревянные скамьи.

### Использование
Центральный стадион открылся футбольным товарищеским матчем между сборными РСФСР и КНР. Единственный победный мяч в ворота сборной Китая забил нападающий сборной РСФСР и куйбышевских «Крыльев Советов» Вадим Редкин. 100 тысяч зрителей приветствовали это событие. В «Лужниках» была вывешена мемориальная табличка с упоминанием имени футболиста.
Летом 1956 года спортивный комплекс принял I Спартакиаду народов СССР, а через год — VI Всемирный фестиваль молодёжи и студентов. Первоначально стадион вместе со всем спорткомплексом носил имя Владимира Ленина — Центральным стадионом имени Ленина назывался не сам стадион как большая спортивная арена, а целиком спорткомплекс.
В 1960 году на площади перед центральным входом стадиона был установлен памятник Ленину работы скульптора Матвея Манизера. С 1973 года диктором на футбольных матчах работал «голос Лужников» — Валентин Валентинов, ученик Юрия Левитана.
Первоначально осветительные прожекторы были расположены на верхней части трибун. Перед Олимпиадой-80 стадион обзавёлся четырьмя осветительными мачтами. Большая спортивная арена принимала открытие и закрытие Олимпиады 1980 года.
Во время перестройки и после распада СССР в Москву стали приезжать иностранные исполнители. В августе 1989 года на стадионе прошёл музыкальный фестиваль мира с участием Bon Jovi, Оззи Осборна, Skid Row, Scorpions и других музыкальных групп и исполнителей, который за два дня собрал 120 000 зрителей. 24 июня 1990 года в «Лужниках» в рамках фестиваля «Звуковая дорожка МК» прошёл последний концерт группы «Кино», на котором присутствовало 72 тысячи зрителей.
Весной 1992 года государственное предприятие, включающее спорткомплекс, было приватизировано и получило название «Олимпийский комплекс „Лужники“», а к июню имя Ленина убрали из названия.
В 1990-х годах на территории «Лужников» рядом с ареной находился вещевой рынок, окончательно закрывшийся лишь в 2011 году.

#### Реконструкция 1996—1997 годов
В 1996—1997 годах проводилась масштабная реконструкция стадиона. Была сооружена стационарная крыша, отремонтированы трибуны и их покрытие, заменено покрытие бегового поля и зоны за футбольным полем, установлены экраны, новые пластиковые сидения, а их количество уменьшено до 80 тысяч. 18 августа 1997 года в честь 850-летия столицы и 100-летия отечественного футбола на арене прошёл товарищеский матч между сборными России и ФИФА. В 1998 году стадион был включён УЕФА в список 5-звёздочных европейских футбольных стадионов. С 2006 года используется рейтинг, в котором максимальной является 4-я категория — «Лужники» должен получить её по результатам проверки после последней реконструкции, завершившейся в 2017 году.
21 мая 2008 года на стадионе «Лужники» прошёл первый в России и самый восточный за всю историю финал Лиги чемпионов УЕФА, в котором встретились английские клубы — «Челси» и «Манчестер Юнайтед». На следующий день после матча УЕФА присвоил «Лужникам» статус «элитного» стадиона.
Последний футбольный матч до крупной реконструкции прошёл 10 мая 2013 года между командами «Спартак» и «Крылья Советов». При этом для подготовки к чемпионату мира по лёгкой атлетике 2013 года на поле были уложены новые беговые дорожки, а газон заменён на натуральный. В том же году «Лужники» приняли чемпионат мира по регби-7. После этого стадион окончательно закрылся на реконструкцию.
На БСА «Лужники» проводились матчи чемпионатов СССР и России по футболу (последний раз — в 2013 году; домашними командами в разные годы являлись «Спартак», ЦСКА и «Торпедо», причём, «Торпедо» проводило матчи и в рамках первого дивизиона (ФНЛ) — в 2007, 2008 и 2013 годах), а также — еврокубков. В 2003—2010 годах на БСА «Лужники» проходили матчи Кубка ПФЛ.

### Летние Олимпийские игры 1980 года

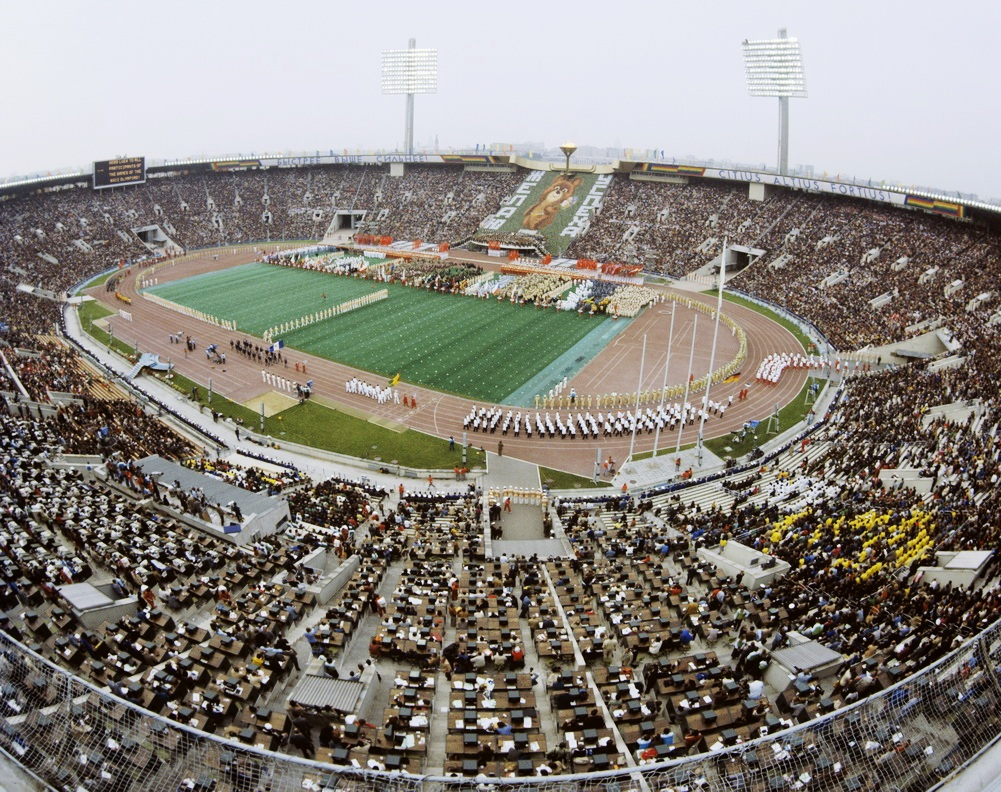
Открытие Олимпийских игр

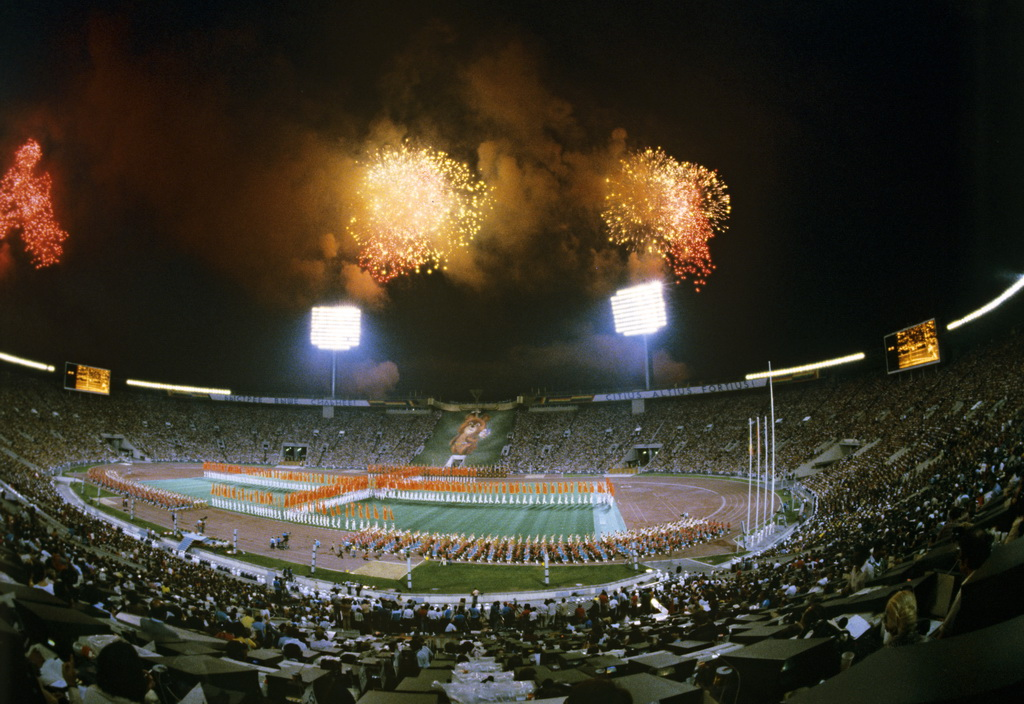
Торжественное закрытие XXII летних Олимпийских игр

В 1976—1979 годах в преддверии Олимпиады спорткомплекс впервые отремонтировали. Были возведены четыре осветительные мачты (до этого прожекторы располагались на верхней части трибун), установлен олимпийский факел и новые информационные табло. Под ареной были устроены специальные комнаты для судей, пресс-центр, а также пункты для спортсменов. Вместе с этим вместимость трибун была уменьшена до 96 тысяч мест. В 1980 году стадион стал главной ареной проведения летних Олимпийских игр.
Открытие Игр XXII Олимпиады состоялось 19 июля 1980 года. Одна за другой национальные олимпийские команды проследовали по беговой дорожке стадиона в традиционном марше приветствия. Лорд Килланин, председатель Олимпийского комитета, поблагодарил приехавших, несмотря на бойкот, атлетов. Затем Генеральный секретарь ЦК КПСС, председатель Президиума Верховного Совета СССР Леонид Ильич Брежнев объявил XXII летние Олимпийские игры открытыми.
В танцевальных и спортивных сюжетах церемонии открытия, длившейся около 3 часов, участвовало свыше 16 тысяч спортсменов, самодеятельных и профессиональных артистов.
Торжественное закрытие Игр XXII Олимпиады состоялось 3 августа. Белый Олимпийский флаг был медленно опущен под звуки Олимпийского гимна. К чаше с Олимпийским огнём под исполнение оды Э. Артемьева «О спорт — ты вечный прогресс» подошли девушки в туниках и образовали композицию, напоминающую древнегреческую фреску. Олимпийский огонь в чаше медленно угасал.
На экране художественного фона, выполненного из цветных щитов, возник образ Миши, символа Олимпиады-80. Появилась надпись «Доброго пути!», и из глаза медведя покатилась слеза. На арену стадиона вступил оркестр, выполнивший под звуки марша ряд перестроений. Затем на поле стадиона вышли спортсмены, которые синхронно выполнили упражнения, каждый из своего вида спорта.
В самом конце церемонии закрытия на середину стадиона, ухватившись за разноцветные воздушные шары, под песню композитора Александры Пахмутовой и поэта Николая Добронравова «До свидания, Москва» в исполнении Льва Лещенко и Татьяны Анциферовой, выплыл огромный Миша — олимпийский символ. Он помахал на прощание лапой и стал медленно подниматься над стадионом до тех пор, пока не исчез в ночном московском небе.

### Чемпионат мира по футболу 2018 года

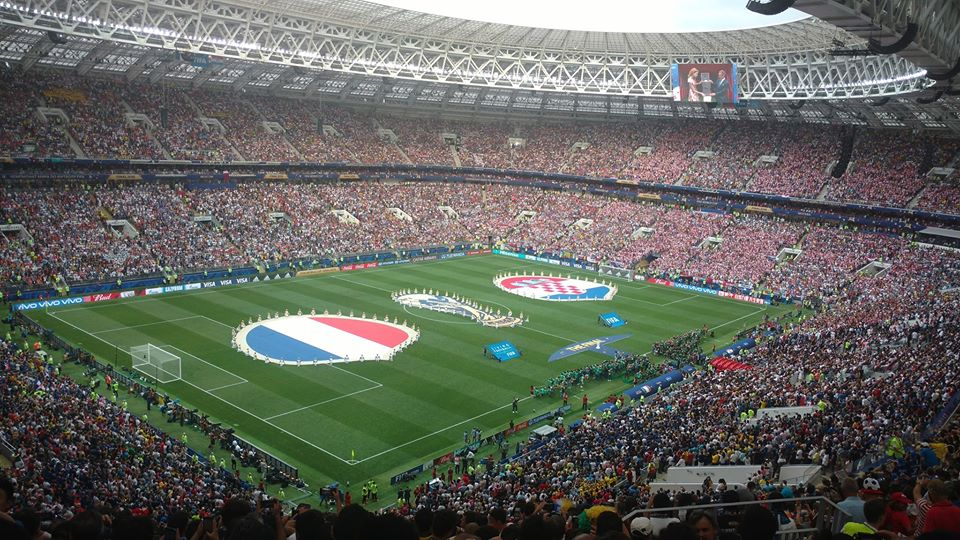
Финал Чемпионата мира по футболу в Лужниках. 15 июля 2018

#### Реконструкция
В 2013 году арена была закрыта на реконструкцию; по итогам конкурса управляющей компанией по проектированию и реконструкции стадиона стало АО «Мосинжпроект».
Арену капитально отремонтировали к футбольному чемпионату 2018 года, так как она была назначена главной площадкой чемпионата. Рассматривался даже вариант сноса и полной перестройки спортивной арены, чтобы вместимость составила 90 тысяч зрителей, а площадь — 221 тысячу м². В итоге было решено обновить и расширить имеющуюся постройку, сохранив её исторический облик. Руководителем авторского коллектива проектировщиков выступил главный архитектор Москвы Сергей Кузнецов.
Тендер на разработку проектно-сметной документации по реконструкции стадиона выиграл консорциум, состоящий из проектного института «Арена», GMP и института «Моспроект-4». Заказчиком ремонта было подведомственное Департаменту строительства казённое предприятие Москвы «Большая спортивная арена „Лужники“», а управляющей компанией назначено АО «Мосинжпроект». Позже компания АО «Мосинжпроект» провела отдельный конкурс на выбор архитектора реконструкции стадиона, в котором победило архитектурное бюро SPEECH, возглавляемое Сергеем Чобаном. Активные ремонтные работы шли на протяжении 2013—2016 годов. В ноябре 2013 года на строительной площадке начался демонтаж кресел на трибунах и лёгких несущих конструкций: старые трибуны, помещения и фундамент снесли, но сохранился фасад и кровля здания весом 14 тысяч тонн. В результате этого удалось сохранить исторический облик сооружения: стены были очищены и отремонтированы, фасад, оставшийся в светло-песочной цветовой гамме, получил специальную подсветку. Студия Артемия Лебедева разработала оформление фриза для обновлённого стадиона. Художественное панно, стилизованное под роспись греческих ваз с Олимпийскими играми, размещённое по периметру с внешней стороны, изображает спортсменов в движении.
Покрытие кровли было изготовлено из поликарбоната — материала, пропускающего солнечные лучи и подходящего для футбольного стадиона с натуральным травяным покрытием. Крыша получила завершение в виде «козырька» длиной 11,5 метров. В крышу стадиона вмонтировали светодиоды, благодаря чему арена превратилась в огромный медиаэкран площадью 30 тысяч м².
Поле обновлённого стадиона покрыто натуральным травяным газоном, для его подготовки было высажено более 400 кг семян. Газон оборудован специальной системой обогрева, поддерживающей температуру травяного покрова на уровне +15 С˚.

#### Изменения на стадионе
Площадь обновлённой арены возросла до 221 тысячи м², а пространство подтрибунных помещений увеличилось с 85,5 до 181 тысячи м². Итоговая вместимость стадиона составляет 81 тысячу мест. Для посетителей работают 16 входов, включая отдельные пропускные зоны для категорий VIP и VVIP, оборудованные на западной трибуне. Порядка 10 % трибунных мест старого стадиона располагались в так называемой зоне плохого обзора. Чтобы это исправить, новые трибуны установили ближе к полю и под более резким углом. Дополнительно был оборудован ярус из «скай-боксов» — мест повышенной комфортности, ещё 300 мест выделены для маломобильных граждан. В здании стадиона оборудованы зал для пресс-конференций и несколько телестудий. Наверху расположена смотровая площадка с видом на Воробьёвы горы.
Вновь открытый стадион предназначается только для футбола — на нём ликвидированы беговые дорожки и зона для соревнований по лёгкой атлетике. По свидетельствам руководителя департамента строительства Москвы Андрея Бочкарёва, общая стоимость ремонтных работ составила 26,6 млрд рублей. К чемпионату мира 2018 года на стадионе организовали шесть КПП с 39 полосами досмотра, а также семь пешеходных пунктов с 427 точками для прохода зрителей. На территории установили 3000 камер, около 900 сканеров, мониторов и детекторов. Кроме того, в «Лужниках» смонтировали специальные кресла более широкой конструкции и сервисы для зрителей: навигационная помощь от волонтёров, камеры хранения, регистрация детей, бюро находок. На арене предусмотрели специальные места для болельщиков с ограниченными возможностями. По итогам реконструкции и проведённого мундиаля ФИФА признала стадион «Лужники» лучшей ареной в мире по видимости поля с трибун.
| - Работы по реконструкции снаружи стадиона, июль 2015 года - Монтаж трибун стадиона, август 2015 года - Завершение реконструкции стадиона, март 2017 года - Раздевалка стадиона, 2017 год - Стадион в сентябре 2017 года |

#### Открытие стадиона и ЧМ-2018

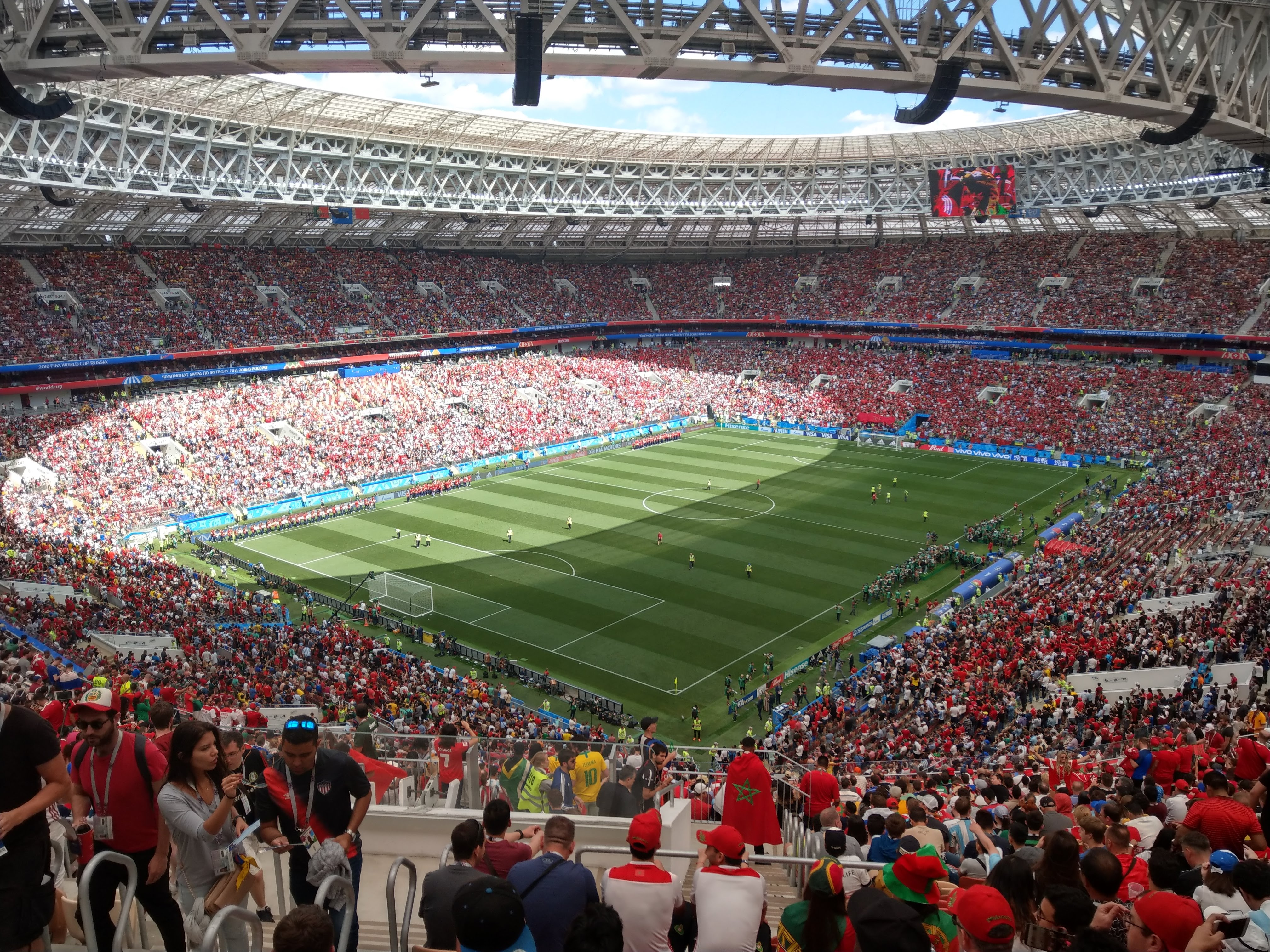
Один из матчей Чемпионата мира по футболу

11 ноября 2017 года стадион открылся встречей сборной России с командой Аргентины, окончившейся счётом 0:1. На открытии присутствовали футболисты Лионель Месси, Анхель Ди Мария, Хавьер Маскерано и Пауло Дибала. Министр спорта Виталий Мутко отметил, что участие Месси предусмотрено контрактом. Билеты на матч поступили в продажу 25 октября, а уже через два дня было продано 30 тысяч билетов. Журналисты отмечали, что к началу матча заполненность стадиона составляла около 77 тысяч человек. После окончания матча начались проблемы с выходом: верхний ярус стадиона удерживали более сорока минут. Комментатор Дмитрий Губерниев выразил обеспокоенность организацией грядущего чемпионата мира. В результате действия органов правопорядка посетители покидали стадион в давке, кроме того им пришлось идти более трёх километров до ближайшей открытой станции метро.
На время проведения в России ЧМ-2018 стадион «Лужники» стал главной футбольной ареной страны. Летом 2018 года стадион принял семь матчей — четыре групповой стадии, один матч 1/8 финала, один из полуфинальных матчей и финальный матч. Данные матчей ЧМ-2018 в «Лужниках» приводятся в таблице в соответствии с официальным сайтом ФИФА:

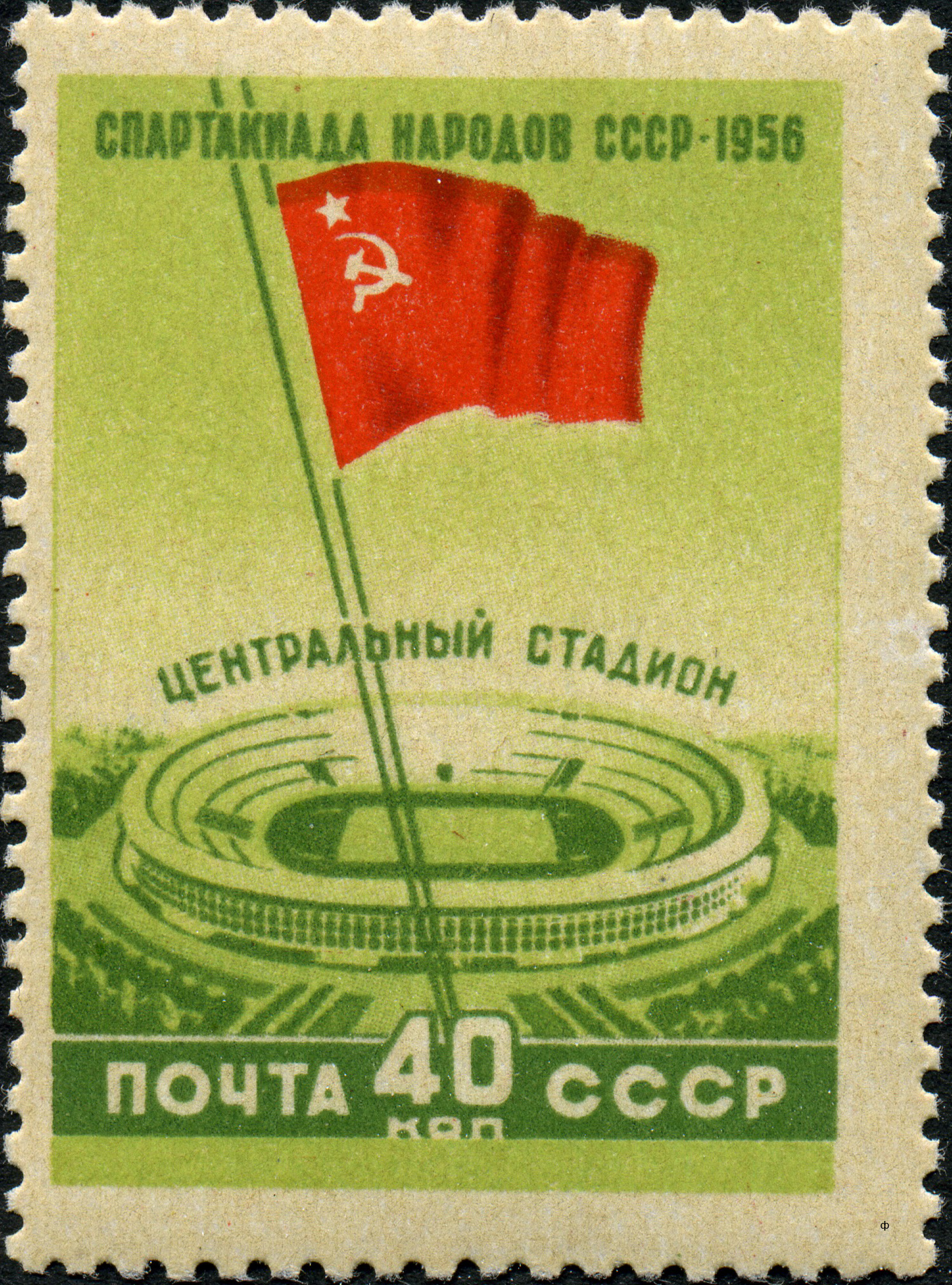
Почтовая марка СССР, 1956 год

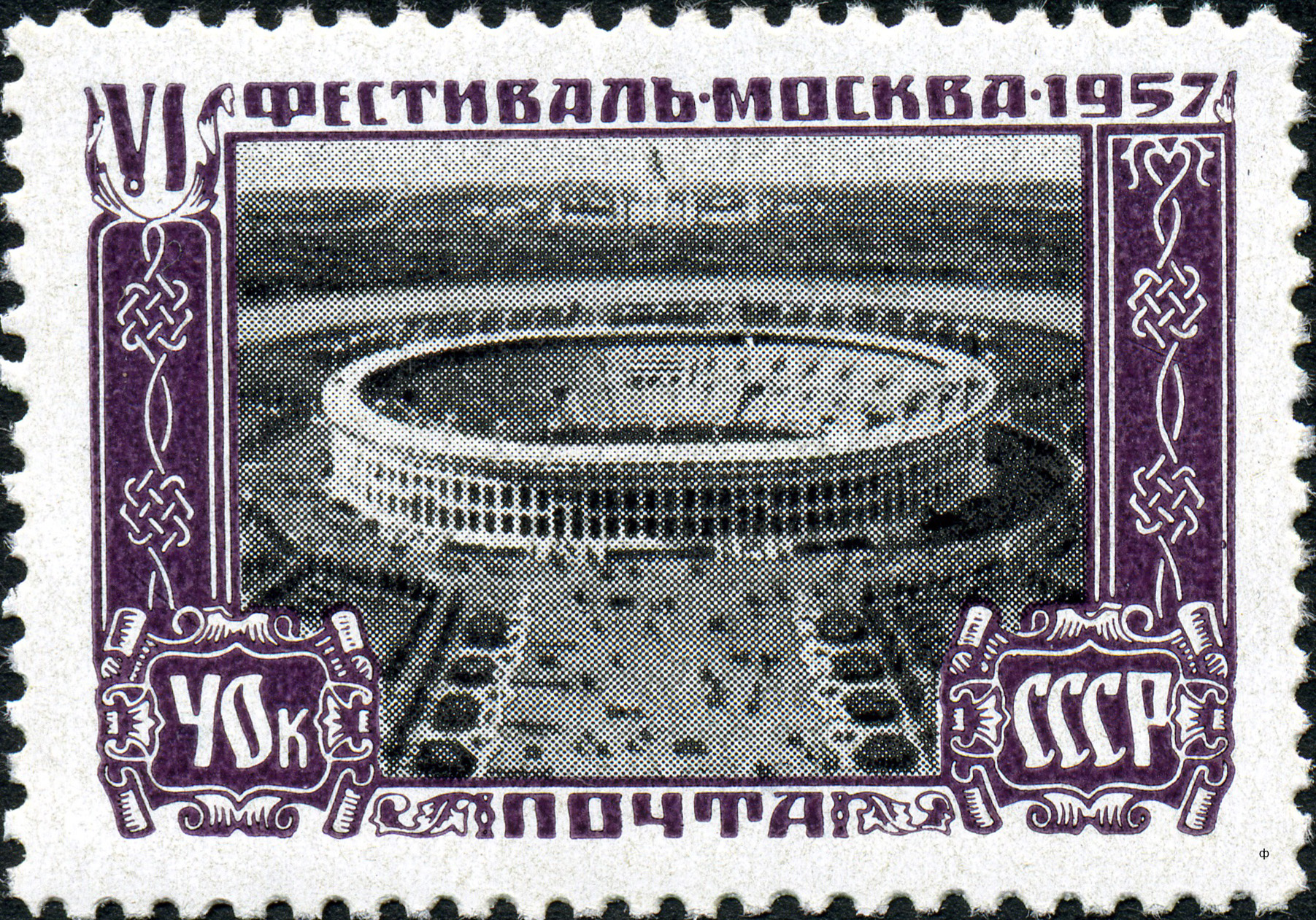
Почтовая марка, 1957 год

| Дата         | Время              | Команда № 1 | Счёт               | Команда № 2       |
| ------------ | ------------------ | ----------- | ------------------ | ----------------- |
| 14 июня 2018 | 18:00 (MSK, UTC+3) | Россия      | 5:0                | Саудовская Аравия |
| 17 июня 2018 | 18:00 (MSK, UTC+3) | Германия    | 0:1                | Мексика           |
| 20 июня 2018 | 15:00 (MSK, UTC+3) | Португалия  | 1:0                | Марокко           |
| 26 июня 2018 | 17:00 (MSK, UTC+3) | Дания       | 0:0                | Франция           |
| 1 июля 2018  | 17:00 (MSK, UTC+3) | Испания     | 1:1 (пенальти 3:4) | Россия            |
| 11 июля 2018 | 21:00 (MSK, UTC+3) | Англия      | 1:2 (доп. время)   | Хорватия          |
| 15 июля 2018 | 18:00 (MSK, UTC+3) | Франция     | 4:2                | Хорватия          |

## Крупнейшие спортивные мероприятия
- 1956 — Летняя Спартакиада народов СССР
- 1957 — Чемпионат мира по хоккею с шайбой
- 1957 — Открытие VI Всемирного фестиваля молодёжи и студентов
- 1959 — II Спартакиада народов СССР
- 1960 — Чемпионат мира по мотогонкам на льду
- 1961 — Чемпионат мира по современному пятиборью
- 1962 — Чемпионат мира по конькобежному спорту (мужчины)
- 1963 — III Спартакиада народов СССР
- 1967 — IV Спартакиада народов СССР
- 1971 — V Спартакиада народов СССР
- 1973 — Летняя Универсиада 1973
- 1974 — Чемпионат мира по современному пятиборью
- 1975 — VI Спартакиада народов СССР
- 1979 — VII Спартакиада народов СССР
- 1980 — Летние Олимпийские игры 1980, включая церемонии открытия и закрытия
- 1984 — Чемпионат мира по мотогонкам на льду
- 1984 — Международные соревнования «Дружба-84»
- 1985 — Открытие и закрытие XII Всемирного фестиваля молодёжи и студентов
- 1986 — Игры доброй воли 1986, включая церемонию открытия
- 1997 — Матч Россия — сборная ФИФА в честь 850-летия Москвы, 100-летия российского футбола и открытия после реконструкции стадиона «Лужники»
- 1998 — Открытие и соревнования первых Всемирных юношеских игр
- 1999 — Финал Кубка УЕФА 1999: «Олимпик» (Франция) — «Парма» (Италия). Этот футбольный матч стал первым финалом европейского клубного турнира, прошедшим в России
- 2008 — Финал Лиги чемпионов УЕФА 2008: «Челси» (Англия) — «Манчестер Юнайтед» (Англия)
- 2013 — Чемпионат мира по регби-7
- 2013 — Чемпионат мира по лёгкой атлетике
- 2018 — Чемпионат мира по футболу 2018, семь матчей, включая финальный[42]

## Крупнейшие концерты и развлекательные мероприятия
- Май 1983 — трёхдневный фестиваль «Рок за мир»[43]
- 1987 — Фестиваль советско-индийской дружбы[44]
- 12-13 августа 1989 года на стадионе прошёл Moscow Music Peace Festival, в котором приняли участие такие коллективы, как Bon Jovi, Scorpions, Ozzy Osbourne, Skid Row, Mötley Crüe, Cinderella, Gorky Park[45]
- 24 июня 1990 года в рамках праздника газеты «Московский комсомолец» состоялся концерт рок-группы «Кино», который стал последним в её истории[46][47]
- 29 июня 1991 года в рамках праздника газеты «Московский комсомолец» состоялся концерт Олега Газманова. Именно тогда в последний раз зажёгся огонь на олимпийской чаше[48]
- 20 июня 1992 состоялся концерт памяти Виктора Цоя. Выступали «ДДТ», «Алиса», «Наутилус Помпилиус», Джоанна Стингрэй, «Бригада С», «Чайф», «Калинов мост» и другие[49]
- 15 сентября 1993 года состоялся концерт Майкла Джексона в рамках Dangerous World Tour. Это было первое выступление Джексона в России[50]
- 1997 — спектакль-дивертисмент, посвящённый 850-летию Москвы
- 11 августа 1998 года на стадионе впервые в России выступили The Rolling Stones[51]
- Июль 2006 года — собрание «Свидетелей Иеговы»[52]
- 12 сентября 2006 года на стадионе впервые в истории выступила Мадонна, приехавшая в Россию в рамках своего мирового турне Confessions Tour[53]
- 18 июля 2007 года на стадионе впервые спустя 16 лет после первого приезда в Россию дала концерт группа Metallica в рамках тура Sick of the Studio’07. Во время концерта были задержаны 160 человек[54]
- 26 июля 2008 года состоялся праздник «МосКомСпорту — 85 лет». В концерте приняли участие группы «Ю-Питер», «Чайф», «Крематорий» и другие[55]
- 1 ноября 2008 года состоялся концерт группы «Ранетки»[56].
- 9 мая 2010 года состоялся праздничный концерт, посвящённый 65-й годовщине Победы в Великой Отечественной войне[57]
- 25 августа 2010 года состоялся концерт группы U2 в рамках тура 360° Tour[58]
- 22 июля 2012 года группа Red Hot Chili Peppers при поддержке Gogol Bordello дала концерт на сцене комплекса[59]
- С 2011 по 2013 год включительно в «Лужниках» проходил музыкальный конкурс под эгидой Аллы Пугачёвой «Фактор А»[60]
- 31 мая 2014 года в парке «Лужники», на площадке перед закрытой на реконструкцию Большой спортивной ареной, состоялся концерт группы «Машина времени», посвящённый её 45-летию[61]
- 29 августа 2018 на стадионе состоялся концерт группы Imagine Dragons. Этот концерт стал первым после реконструкции Большой спортивной арены.
- 31 мая 2019 года на стадионе состоялся концерт группы Bon Jovi, которые вновь выступили в России спустя 30 лет[62][63].
- 15 июня 2019 на стадионе состоялся концерт группы Muse[источник не указан 2227 дней]. До этого группа выступала в 2016 году в Олимпийском[значимость факта?].
- 21 июля 2019 на стадионе состоялся концерт группы Metallica[источник не указан 2227 дней]. Этот концерт станет для группы первым в Лужниках за 12 лет[значимость факта?].
- 29 июля 2019 на стадионе состоялся концерт группы Rammstein[источник не указан 2227 дней]. Ранее этот концерт планировалось организовать на стадионе ВТБ Арена, но спрос на билеты оказался настолько большим, что концерт пришлось перенести на более масштабную площадку[64].

- 18 июня 2022 прошёл концерт Басты, было продано 70 000 билетов[65]. Этот концерт стал самый масштабный для рэпера за всю карьеру. Концерт переносился несколько раз: изначально артист должен был выступить летом 2020 года перед выпуском альбома, но пандемия перенесла все планы.
- 2 июля 2022 года прошёл концерт группы Руки Вверх! в честь 25-летия коллектива[66]. Сам концерт должен был состояться ещё в 2020 году, но в связи с пандемией был перенесён на 2021 год, а позже и на 2022 год[67].
- 15 июля 2022 года на стадионе прошёл юбилейный концерт народного артиста России Григория Лепса в честь его 60-летия. Собралось около 40—50 тысяч человек, это был первый стадион, который собрал Лепс[68].
- 29 июня 2024 года прошёл концерт Полины Гагарины, на нём присутствовали 60 000 человек[69]. Она стала первой женщиной, собравшей «Лужники»[70].

## Архитектура

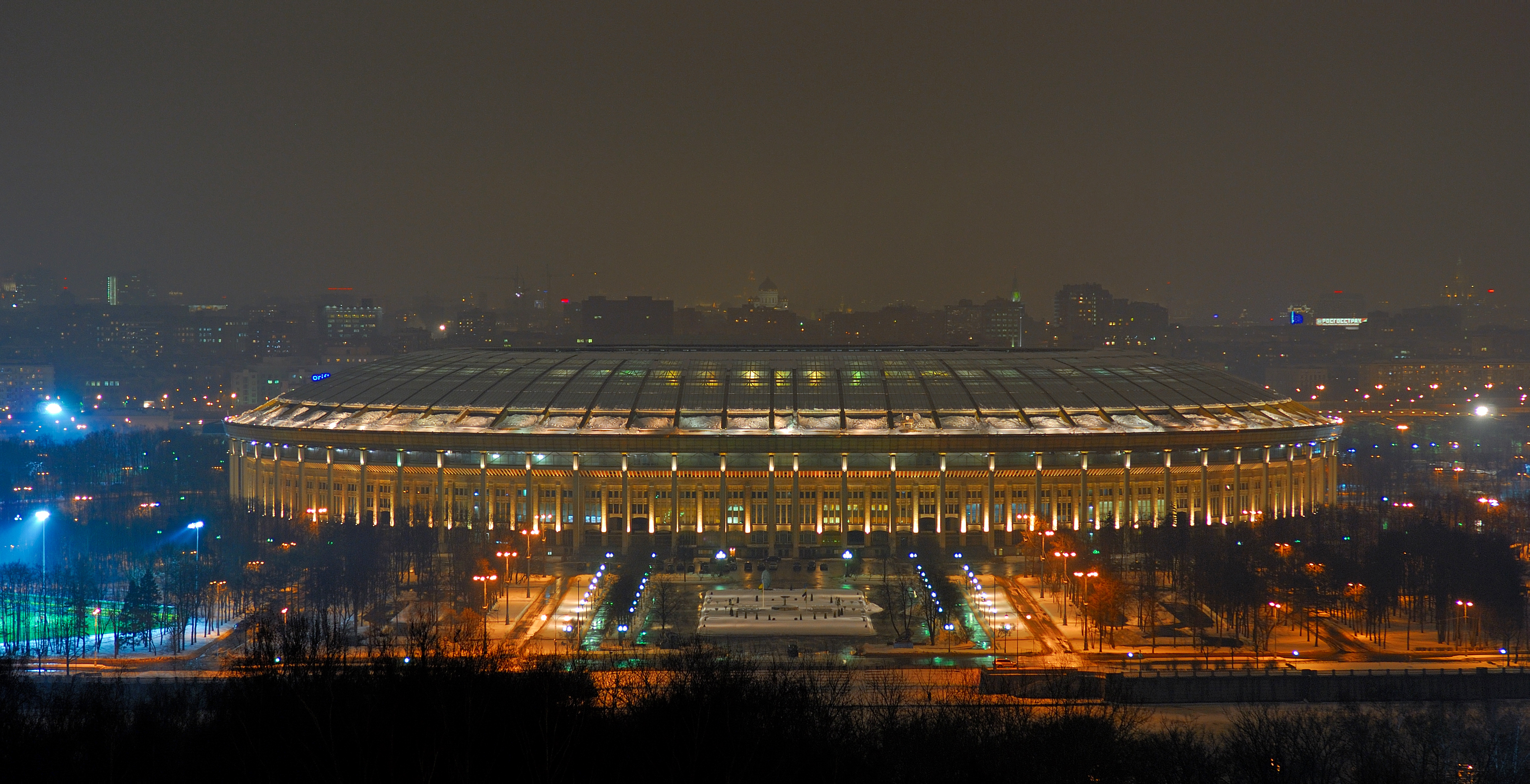
Вид на стадион с Воробьёвых гор ночью, 2007 год

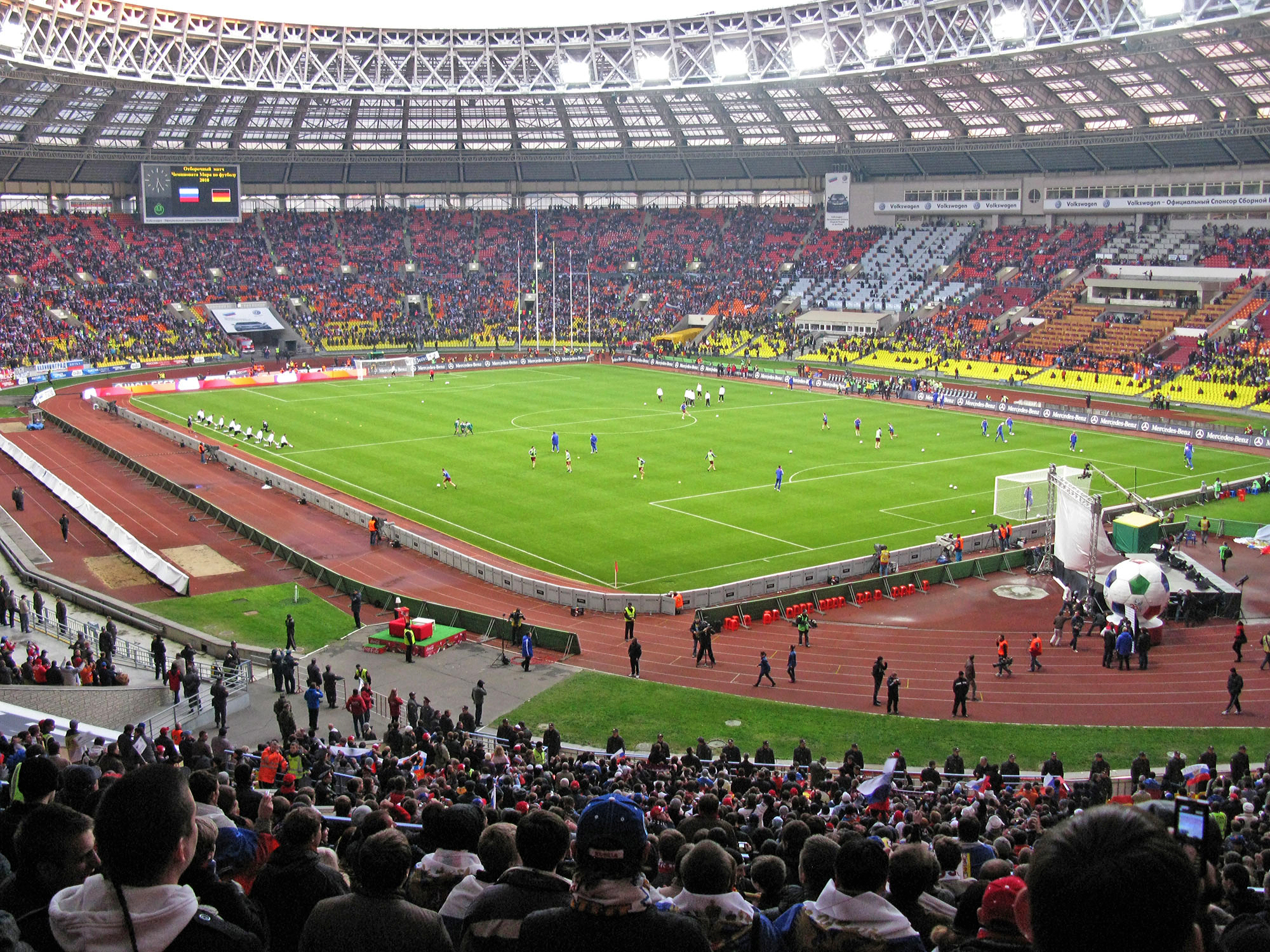
Вид изнутри во время футбольного матча Россия — Германия, 2009 год

После открытия в 1956 году Большая спортивная арена представляла собой самый большой стадион в СССР. В результате реконструкции 2013—2017 годов «Лужники» вновь стали главной и наиболее вместительной футбольной площадкой страны. Большая спортивная арена реконструировалась четыре раза: в преддверии XXII летней Олимпиады 1980 года, к 850-летию Москвы в 1997 году, к финалу Лиги чемпионов УЕФА 2008 года, самая масштабная реконструкция завершилась в 2017 году — к чемпионату мира по футболу 2018. На 2018 год общая площадь главной арены составляет 221 тысячу м² с игровым полем 105×68 м.
Спортивный комплекс является примером архитектуры хрущёвской эпохи, нацеленной на «устранение архитектурных излишеств». Доминантой спортивного комплекса служил амфитеатр главной спортивной арены. Её особенностью была необычная для того времени композиция, предусматривавшая универсальное использование. Система входов и выходов была устроена таким образом, что зрители могли покинуть здание за 6 минут. Трибуны были поставлены на стальные рамы, на которые также опиралась сборная конструкция амфитеатра. Внешние вертикальные опоры определяли внешний вид арены. Архитектор Андрей Иконников говорил о проекте стадиона:
Украшательство, лишавшее ясности архитектуру начала 50-х годов, отвергнуто. Однако возможности художественно-эстетического осмысления рациональных функционально-конструктивных решений использованы несмело (стойки рам, поддерживающих трибуны, выглядят как колонны упрощённого дорического ордера).
Арена имеет правильную форму, похожую на эллипс. Четыре соединённые трибуны обращены к разным сторонам света и в советское время назывались Южной, Северной, Западной и Восточной. После перестройки их архитектурный контур стал прямоугольным и сдвинулся ближе к полю. В настоящий момент трибуны имеют буквенные обозначения: трибуна A — главная, B и D — боковые. До начала реконструкции 2013—2017 годов в трибуне С действовал музей спорта «Лужники», его планировали снова открыть после чемпионата мира.
Помимо крытых площадок, к стадиону относятся Северное и Южное спортивные ядра, расположенные соответственно с севера и с юга от Большой спортивной арены. Эти ядра — дополнительные открытые спортивные площадки, предназначенные для тренировок и соревнований по футболу и мини-футболу, теннису и лёгкой атлетике, с примыкающими к ним одноэтажными зданиями (вспомогательными помещениями для переодевания команд).

## Транспорт
Ближайшие станции метрополитена —  Спортивная и  Воробьёвы горы, а также станция МЦК  Лужники. Ближайшие остановки наземного транспорта: «Новодевичье кладбище» (автобусные маршруты м3, 64, 255, С12), «Стадион „Лужники“» (автобусные маршруты м3, 806, А, т28) и «Стадион „Лужники“ (южн.)» (автобусные маршруты м3, 64, 216, 255, 806, А, С12, т79). К началу чемпионата мира по футболу планировался запуск канатной дороги из Воробьёвых гор к «Лужникам», однако её не успели завершить, новое открытие было назначено на конец 2018 года.